# Tinna Backlund
Tinna Backlund (* 16. Juli 1965 in Kungälv) ist eine ehemalige schwedische Squashspielerin.

## Karriere
Tinna Backlund war insbesondere in den 1980er-Jahren als Squashspielerin aktiv. Mit der schwedischen Nationalmannschaft nahm sie 1987, 1989 und 1992 an der Weltmeisterschaft teil. Auch bei Europameisterschaften war sie mehrfach Teil des schwedischen Kaders.
1987 stand Backlund auch im Hauptfeld der Weltmeisterschaft im Einzel und erreichte die zweite Runde, in der sie gegen Beate Müller in drei Sätzen ausschied. Sie gewann 1985 und 1987 die schwedischen Landesmeisterschaften.

## Erfolge
- Schwedische Meisterin: 1985, 1987